# Cent onze
El nombre 111 (CXI) és el nombre natural que segueix el nombre 110 i precedeix el nombre 112.
La seva representació binària és 1101111, la representació octal 157 i l'hexadecimal 6F.
La seva factorització en nombres primers és 3×37; altres factoritzacions són 1×111 = 3×37; és un nombre 2-gairebé primer: 3 X 37 = 111.

## En altres dominis
- És el nombre atòmic del roentgeni